# أم الدم الأبهرية
أم الدم الأبهرية هو مصطلح عام يعني (تمدد أو توسع الأوعية الدموية) في الشريان الأبهر، وهو ينتج عادة عن ضعف كامن في جدار الشريان الأبهر في ذلك الموقع. في حين أن التوسع قد يكون لاعرضي أو يكون ذات اعراض خفيفة، ولكن خطر تمزق ام الدم يبقى موجودا، والذي يسبب ألما شديدا في حال حصوله ونزيف داخلي واسع النطاق، وإذا لم يتم العلاج الفوري تحدث الوفاة.

## التصنيف
تصنف أم الدم البهرية حسب موقع حدوثها على الشريان الأبهر؛ مع العلم انها قد تحدث في أي مكان.
- أم الدم جذر الابهر، أو أم دم جيب فالسالفا، تحدث على جيوب فالسالفا أو جذر الأبهر.
- أم دم الابهر الصدري وتحدث على الأبهر الصدري؛ والتي تصنف إلى أم دم ابهر صاعد، أم دم قوس الأبهر أو أم دم أبهر نازل وذلك اعتمادا على موقع ام الدم على الأبهر الصدري.
- أم دم الأبهري البطني ، ويحدث التوسع على الأبهر البطني، وتعد امهات الدم التي تمتد من الأبهر الصدري إلى الأبهر البطني الشكل الأكثر شيوعا من أمهات الدم الأبهرية.

وهناك تصنيفات أخرى قد تساعد على العلاج.

## الأمراضية
ان التغير في قطر الأبهر قد يحدث نتبجة رض، أو صدمة، أو نتيجة لعيب جوهري في بناء البروتين الموجود في جدار الشريان الأبهر، أو بسبب التدمير التدريجي للبروتينات الأبهرية من قبل إنزيم.

## التشخيص والعلامات والاعراض
ام الدم الابهرية غير عرضية في معظم الحالات. ولكن عندما تكبر (تتوسع) ام الدم، قد يظهر أعراض مثل ألم في البطن وآلام الظهر. ثم ان ضغط ام الدم على الجذور العصبية يسبب الألم أو التنميل في الساق. إذا تركت دون علاج، تميل ام الدم إلى ان تصبح أكبر (اوسع) تدريجيا، مع العلم أنه لا يمكن التنبؤ بمعدل هذا التوسع عند أي فرد. ونادرا ما يؤدي الدم المتخثر داخل الشريان المتوسع إلى صمة. ويمكن العثور على ام الدم أو على الاقل الشك بوجودها خلال الفحص السريري.و لتأكيد التشخيص فان التصوير الشعاعي ضروري.و يمكن أن تشمل الأعراض: شعور بالقلق أو التوتر، والغثيان والقيء؛ الجلد الرطب؛ سرعة في دقات القلب.
في المرضى الذين يعانون من ام الدم على قوس الأبهر، تكون الأعراض الأكثر شيوعا هي الصوت الأجش بسبب تمدد العصب الحنجري الراجع اليسار (وهو فرع من العصب المبهم). حيث أن العصب الحنجري الراجع يلف حول قوس الأبهر. وإذا حدثت ام الدم في هذا الموقع، سوف تتضخم قوس الأبهر، وبالتالي تؤدي إلى تمدد العصب الحنجري الراجع. لذلك يعاني المريض من الصوت الأجش الآن العصب الحنجري الراجع مسؤل عن العمل والإحساس في «صندوق الصوت»(الحنجرة).